# متلازمة نيولستاد
متلازمة نيولستاد هي متلازمةٌ يحدث فيها مَوَهٌ جنينيٌ لامناعي (NIHF) مع توسع الأوعية اللمفية الرئوية الخلقي [الإنجليزية] (CPL). تظهر لدى المصاب عدة علاماتٍ سريرية، تتضمن وذمة لمفية في الوجه والأطراف، تشوهات وجهيَّة (شفة علويَّة رقيقة وأذنان بارزتان)، صدر مقعر، ووذمة فرجيَّة وشفريَّة.
سميَّت هذه المتلازمة نسبةً لطبيب الأطفال النرويجي بال راسموس نيولستاد (بالنرويجية: Pål Rasmus Njølstad‏) الذي نشر تقريرًا عن ثلاثة أشقاء يعانون من هذه الحالة في عام 1997.